# Synagogue de Rouyn-Noranda
La synagogue de Rouyn-Noranda, située au Québec, Canada, fut construite en 1948 sous le nom de Beit Knesset Israel en hébreu ou Kneseth Israel Congregation en anglais par la Rouyn-Noranda Hebrew Congregation. Une première synagogue en bois avait été construite auparavant en 1932 au même endroit. Elle ferma ses portes comme lieu de culte juif en 1972.

## Description
56 bâtiments d'intérêt patrimonial ont été répertoriés par la ville de Rouyn-Noranda, dont la synagogue située dans le quartier de Noranda sur la 9e Rue entre l'Aréna Iamgold et l'hôpital Youville.
Sa cote d'évaluation patrimoniale par la ville est de B+.

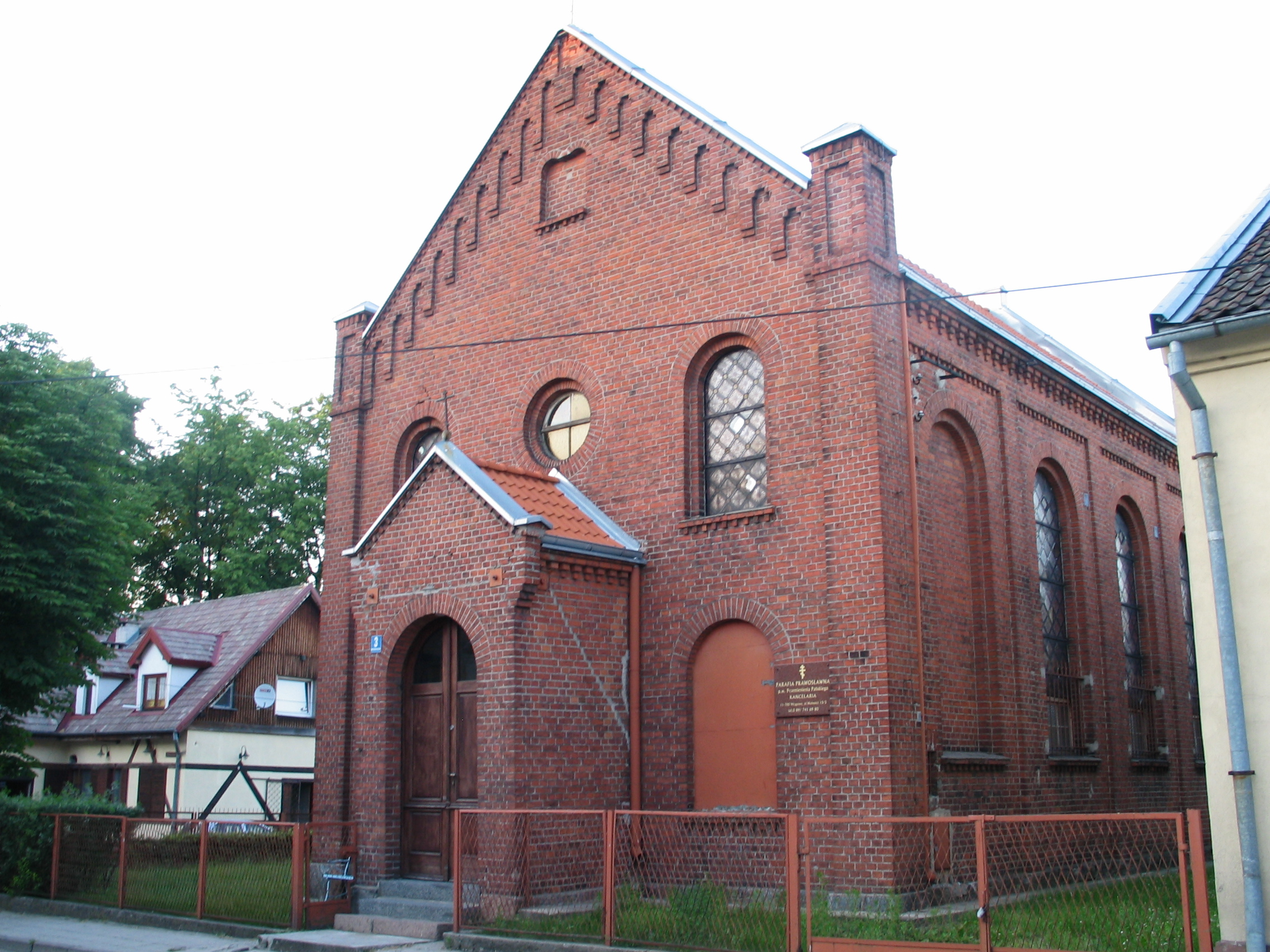
Synagogue de Mragowo Cerkiew.

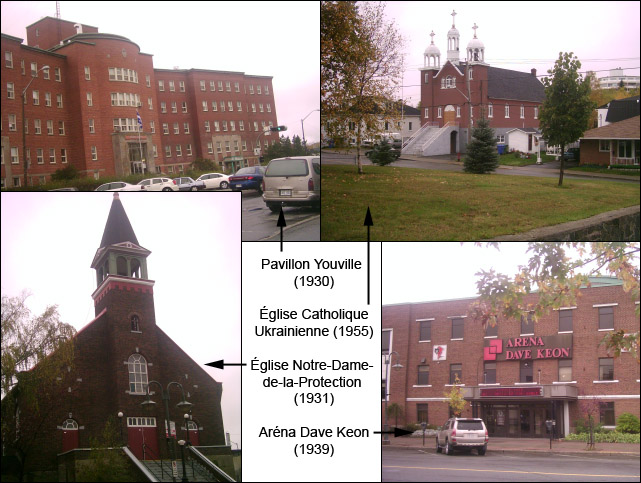
Autres édifices en brique à Rouyn-Noranda.

### Style architectural
La synagogue de Rouyn-Noranda a été reconstruite entre 1948 et 1949 dans un style d'architecture néo-roman, interprété selon une sensibilité nord-américaine. Ce style se caractérise par une ornementation classique, des surfaces aux formes douces et arrondies, ainsi que par l'usage de fenêtres elliptiques. Contrairement aux édifices chrétiens, l'extérieur du bâtiment ne suit aucun style liturgique normatif : comme souvent dans l'architecture synagogale, l'aspect extérieur reflète les tendances locales tandis que l'agencement intérieur répond à un modèle religieux établi.
L'édifice présente des similarités avec le Temple Beth Israel de San Diego en Californie, ainsi qu'avec l'ancienne synagogue de Mrągowo en Pologne, aujourd'hui transformée en église (Mragowo Cerkiew). Le style adopté s'inspire directement de l'architecture romane, notamment à travers l'utilisation d'arcs en plein cintre encadrant les vitraux, ainsi que par la présence d'un corps central en saillie. L'influence du style néo-gothique est également perceptible, ce dernier partageant avec le néo-roman la volonté de réinterpréter des formes médiévales, tout en adoptant un langage architectural plus sobre et dépouillé, illustré notamment par l'œuvre de l'architecte H. H. Richardson.
L'architecture des synagogues d'Europe de l'Est a également influencé cette construction. À cette époque, de nombreuses congrégations juives optaient pour le style néo-roman afin de se distinguer des styles néo-gothique et classique, généralement associés aux traditions chrétiennes. Toutefois, les matériaux utilisés s'adaptent aux ressources locales : la synagogue de Rouyn-Noranda est ainsi construite en brique maçonnée. Les briques ont été posées à l'anglaise, alternant boutisses et panneresses dans les lits horizontaux.
Ce matériau était également utilisé dans d'autres édifices religieux de la région, tels que l'église Notre-Dame-de-la-Protection sur la 7e Rue, ou encore l'Église catholique ukrainienne fondée par le père Chayka en 1955.
Un tympan en applique sert de panneau d'inscription. Les ouvertures sont composées de fenêtres en plein cintre surmontées d'un bandeau de briques formant une animation décorative sur le parement. Les fenêtres sont dotées de croisillons (montants verticaux) et de meneaux (traverses horizontales), un style de fenestration hérité des maisons du Régime français et des habitations traditionnelles québécoises.
Initialement doté d'un toit plat, l'édifice a subi une modification majeure à la fin des années 1990 : il est désormais coiffé d'un toit en croupe (ou toit à quatre versants), recouvert de bardeaux d'asphalte posés sur une charpente de bois.

### Traduction sur la façade

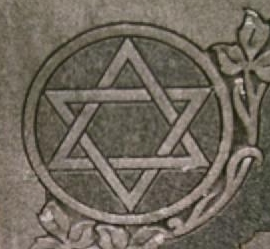
Une étoile de David au cimetière de Krugerdorf.

#### Sous l'Étoile de David
Sous l'oculus décorée de l'étoile de David, se trouve l'inscription suivante : ישראל (Israël) כנסת (Knesset) בית (Beit) (lire de la droite vers la gauche : Beit Knesset Israel). Il s'agit de la maison de l'assemblée d'Israël. Knesset signifie « assemblée » en hébreu mais désigne d'abord « l'assemblée des fidèles ».
1948 correspond à l'année 5709 selon le calendrier des juifs. 5709 est une année hébraïque qui a commencé à la veille au soir du 4 octobre 1948 et s'est terminée le 23 septembre 1949.

#### Sur la plaque

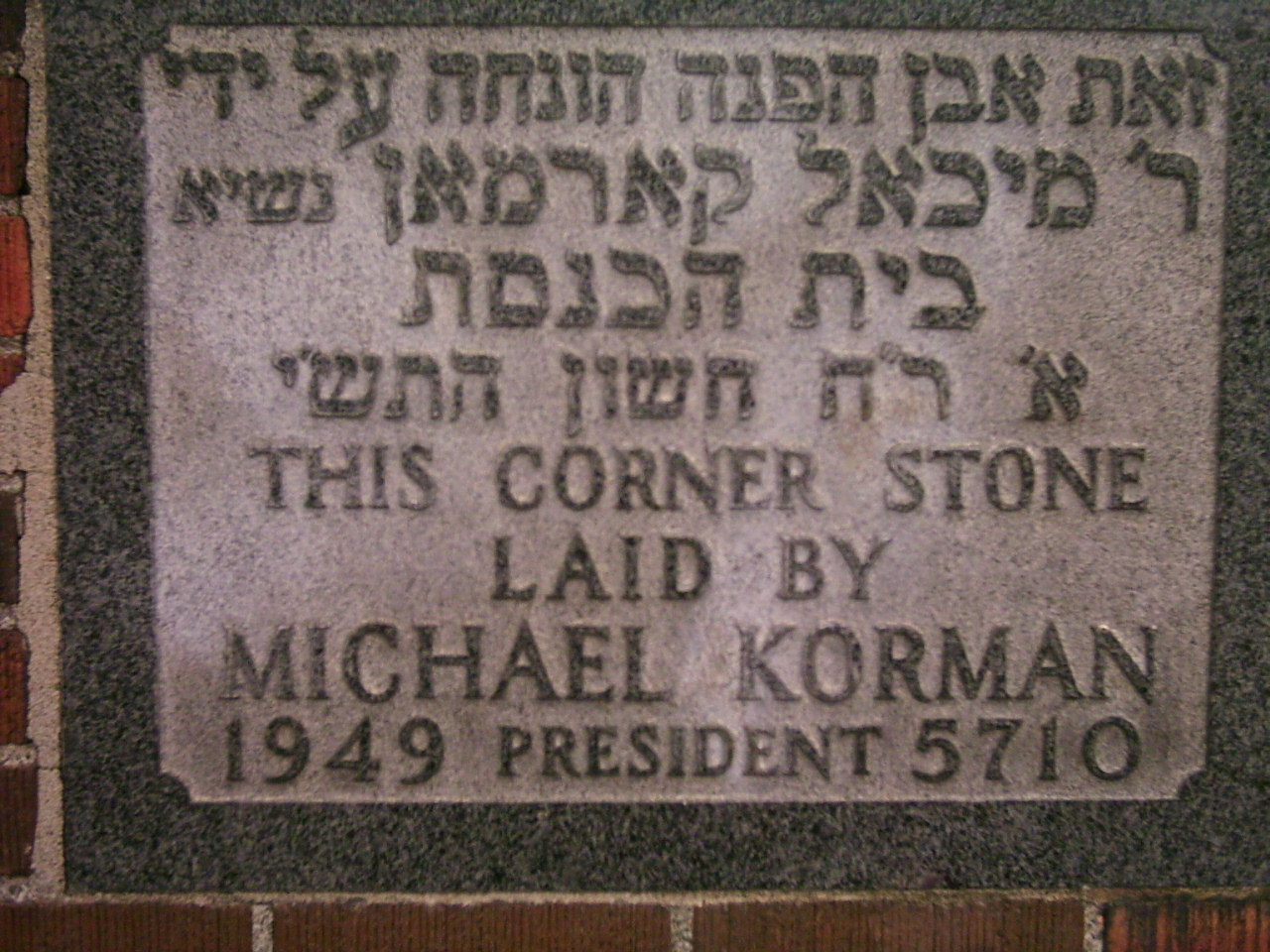
Plaque sur le coin gauche de la façade.

- Traduction de l'hébreu:  Cette pierre angulaire a été posée par Michael Korman, président de la synagogue le 30 Tishrei 5710

La dernière phrase correspond à la date du ל״ בתשרי ה׳תשי״ ou 30 Tishrei 5710. C'est une date du calendrier hébreu qui correspond au dimanche 23 octobre 1949 du calendrier grégorien. 5710 est une année hébraïque qui a commencé à la veille au soir du 24 septembre 1949 et s'est finie le 11 septembre 1950.
- This corner stone laid by Michael Korman 1949 président 5710 

En anglais la date exacte n'est pas spécifiée, juste 1949 est écrit et il est mentionné que Korman est président au lieu de président de la synagogue en hébreu.

### Histoire

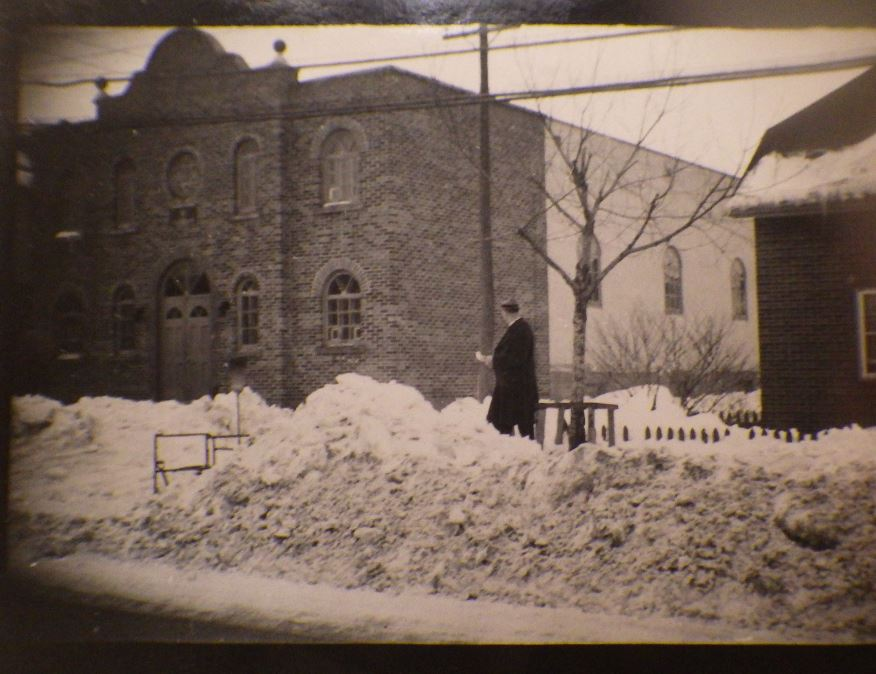
Synagogue de Rouyn-Noranda en 1948.

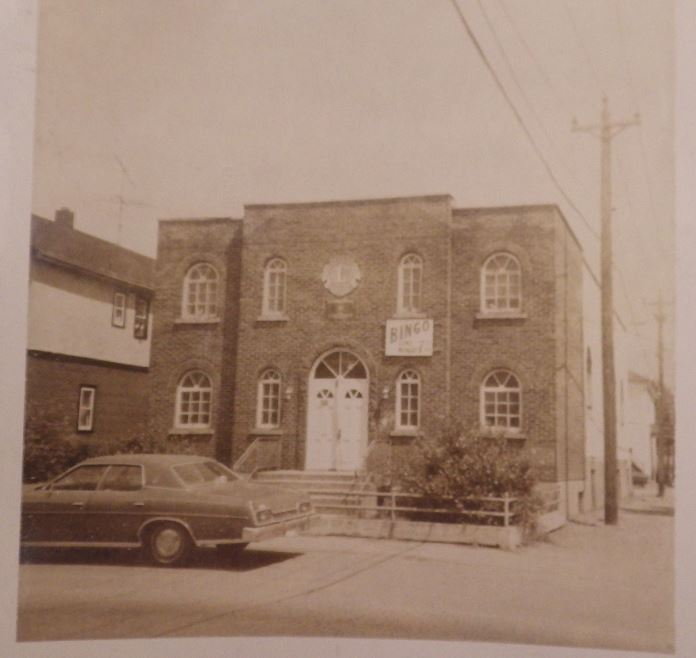
Synagogue de Rouyn-Noranda en 1977.

Edmund Henry Horne est attiré pour la première fois par la structure générale de la roche dans la région de Rouyn en 1911. Malgré des résultats décevants, la ténacité et l'instinct du prospecteur le pousseront à former un syndicat pour financer le jalonnement et le développement d'un secteur de 600 acres.
Dans l'extrait du Rouyn-Noranda Press du 27 octobre 1949 confirme la date d'inauguration. Nouvelle synagogue officiellement inaugurée après un défilé, dimanche dernier « Michael Korman, président de la communauté juive locale, a coupé le ruban pour inaugurer officiellement la nouvelle synagogue Kneseth Israel située sur la neuvième rue à Noranda, dimanche après-midi. La courte cérémonie d'ouverture a suivi un défilé de la communauté juive, menée par la fanfare du Canadian Corps, depuis la maison de Joseph Korman sur la troisième avenue. Joseph Korman a coupé le ruban de la porte intérieure, ouvrant ainsi la salle principale du bâtiment. Au cours du cortège, M. Korman portait les rouleaux de la Torah, offerts à la synagogue par lui-même, son épouse et leur fils. Un office religieux a marqué l'inauguration officielle. Le soir, un dîner suivi d'un bal s'est tenu dans la salle afin de célébrer cet événement important pour la communauté juive locale. Le médecin Dr Harry Ironstone présidait le dîner et a accueilli les invités venus de l'extérieur. Dans ses remarques liminaires, il a rappelé que M. et Mme D. Caplan furent les premiers Juifs à s'installer dans les villes jumelées, suivis de M. et Mme I. Rice, M. et Mme Louis Scott, M. et Mme Sidney Sandberg, ainsi que M. et Mme Mike Korman. Michael Korman fut chaleureusement remercié pour son engagement dans la réalisation du nouveau bâtiment ; il a reçu, à cette occasion, une montre en or offerte par Nathan Weisenthal au nom de la communauté. Des portefeuilles furent également remis à B. Zifkin et Charles Steinberg en reconnaissance de leurs efforts. Parmi les intervenants figuraient Joseph Korman, I. Rice du comité de construction, Mme Louis Scott, présidente de la section féminine du Hadassah, Louis Revzen, président du B'nai B'rith, ainsi que San Davis (Kirkland Lake), Jack Ritter, M. Sharony, Frank Conlon (rédacteur en chef du Rouyn-Noranda Press), et d'autres encore. La soirée s'est poursuivie par un bal animé par Harry Bysick et son orchestre. »
| Date             | Titres de vente |
| ---------------- | --- |
| Année 1922       | Horne Copper Corporation achète 600 acres de forêt dans l'actuel Noranda. |
| 22 novembre 1929 | #14502: Vente de Horne Copper Corporation à Noranda Mines Limited pour 1$ comptant devant Maître Hébert. |
| 23 décembre 1932 | #16861: privilège conférant un droit de préférence de M. Napoléon D. Fontaine à The Hebrew Congregation of Rouyn-Noranda pour 95$. (Construction de la première synagogue en bois)                           |
| 19 avril 1950    | #39004: bail emphytéotique de 99 ans pour 325$ comptant de Noranda Mines Limited à Rouyn-Noranda Hebrew Congregation avec des Droits miniers et de passage réservés et un loyer annuel de 1$.                |
| 8 décembre 1972  | #20561: vente de Rouyn-Noranda Hebrew Congregation à Rouyn-Noranda Lions Club Inc. avec des Droits miniers et de passage réservés et un loyer annuel de 1$ à Noranda Mines Limited pour la somme de 35 000$. |
| 25 avril 1977    | #33695: vente de Rouyn-Noranda Lions Club Inc. à Clément et Jean-Pierre Lacasse pour 50 000$. |
| 31 janvier 1978  | #36517: cession de droits par Jean-Pierre Lacasse à Clément Lacasse des droits indivis dans le lot. Transformation de la synagogue en une propriété à revenus de 12 logements.                               |
| 4 décembre 1978  | #39637: vente de Clément Lacasse à Luc Lincourt pour 115 000 $. |

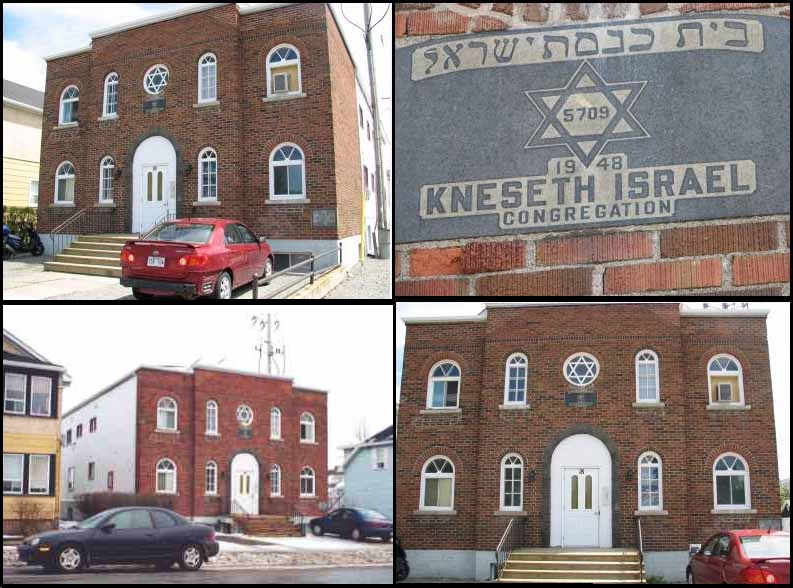
La synagogue de Rouyn-Noranda.

Elle sera revendue en 1986 et en 2007. Les deux synagogues auront servi de lieu de culte pendant 40 ans, la première pendant 17 ans (1932-1948) et l'actuelle pendant 23 ans (1949-1972).

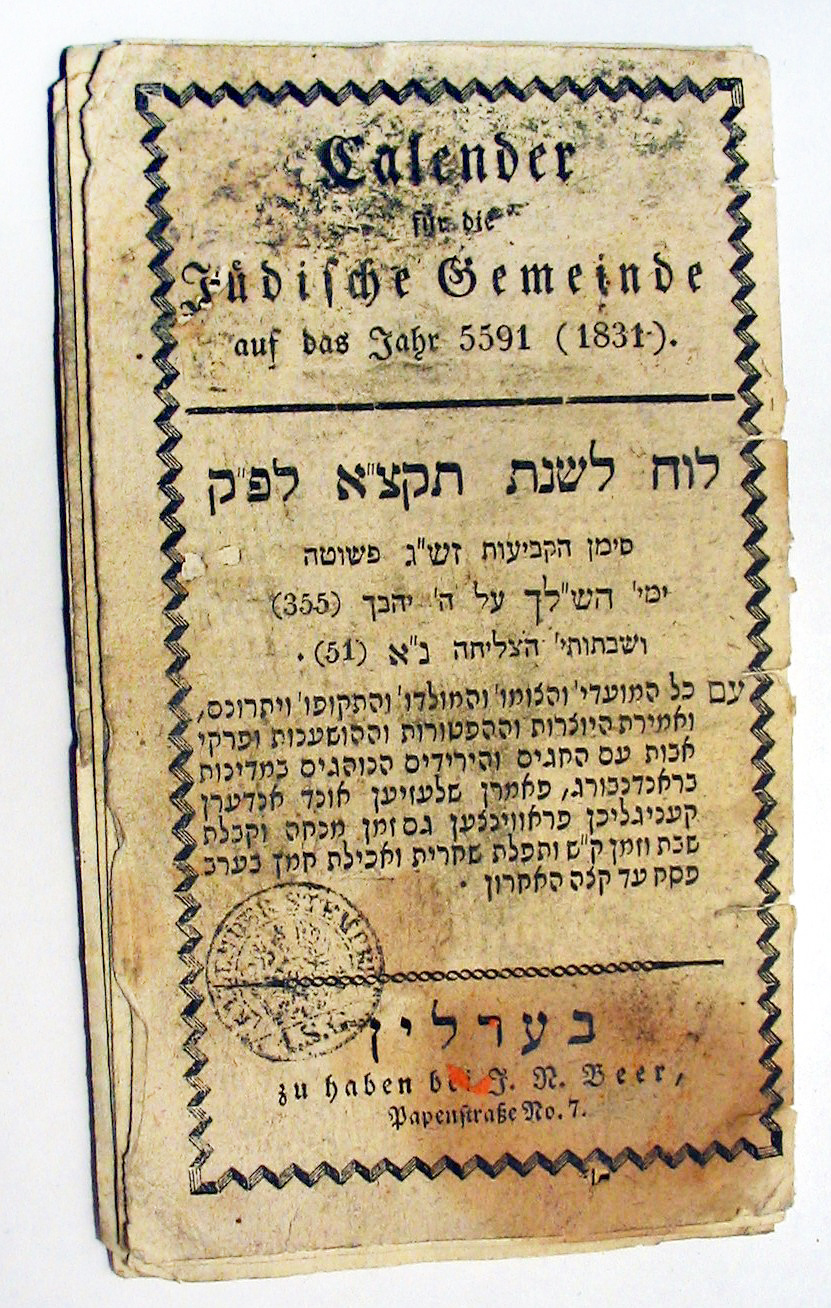
Calendrier hébreu pour l'an 5591 (1831)

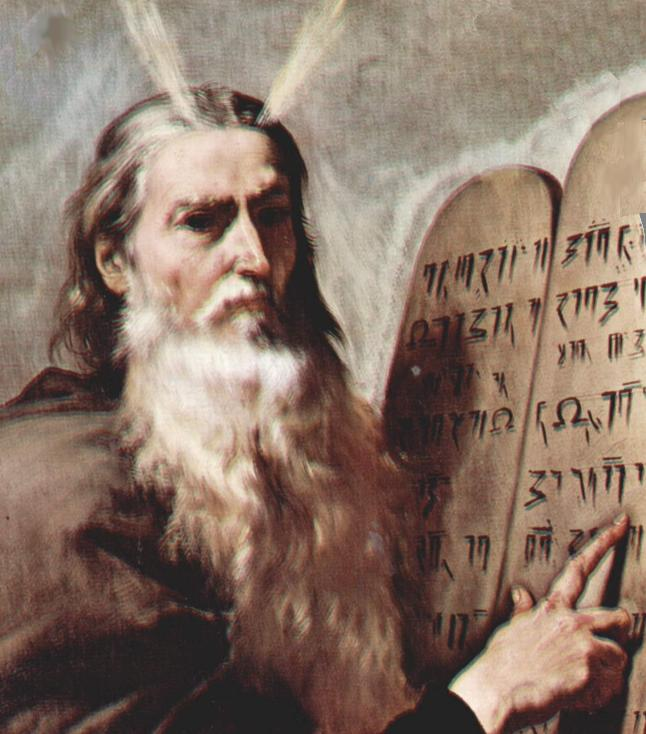
Moïse portant les Tables de la Loi (José Ribera, 1638)

### Symboles du judaïsme
L'étoile de David (מגן דוד – Maguen David, signifiant « bouclier de David » en hébreu) constitue un symbole central du judaïsme. Elle est formée de deux triangles superposés, orientés en sens opposés. Ce symbole figure notamment sur le drapeau de l'État d'Israël.
Le motif de la porte d'entrée des synagogues reprend fréquemment la forme des Tables de la Loi, en référence aux tablettes de pierre remises à Moïse sur lesquelles Dieu aurait gravé les Dix Commandements. Leur représentation en architecture est devenue un symbole répandu du judaïsme.
Les neuf fenêtres visibles sur certaines façades, incluant l'oculus, sont parfois interprétées comme une allusion à la hanoukkia, chandelier à neuf branches utilisé durant la fête de Hanoucca, la fête des Lumières. Ce chandelier comporte une branche supplémentaire, appelée shamash, servant à allumer les autres bougies. Bien que la hanoukkia ne soit pas d'origine biblique, elle a accompagné les communautés juives tout au long de l'exil, jusqu'au rétablissement de l'usage de la ménorah, chandelier traditionnel à sept branches.
Les huit fenêtres peuvent quant à elles symboliser le dépassement du chiffre sept, souvent associé à la complétude et au Chabbat, pour évoquer l'entrée dans un nouveau cycle. Contrairement à la ménorah, la hanoukkia est traditionnellement placée à la fenêtre afin de diffuser sa lumière vers l'extérieur, marquant la présence juive dans la diaspora. Le chiffre huit est également associé au Brit milah, cérémonie de circoncision pratiquée le huitième jour après la naissance d'un garçon juif.
La fête de Hanoucca s'étend sur huit jours à partir du 25e jour de Kislev, selon le calendrier hébraïque. Enfin, Shemini Atzeret, littéralement « le huitième jour de l'Assemblée », est une fête juive célébrée immédiatement après les sept jours de Souccot.

## Histoire des Juifs

### Au Canada
Ce n'est qu'en 1760, durant la guerre de la Conquête opposant les Britanniques à une coalition de Français et de peuples autochtones, qu'un premier groupe de Juifs – soldats et officiers servant dans l'armée britannique – arrive pour la première fois au Canada, plus précisément à Montréal. Ces premiers arrivants étaient des militaires, mais également des négociants et commerçants. À la suite de la prise de Montréal par les Britanniques, le 8 septembre 1760, une petite communauté juive s'établit dans le secteur du port.
L'abrogation du décret de 1627, consécutive à la cession de la Nouvelle-France au terme du traité de Paris (1763), permet à un nombre limité de Juifs issus des Treize Colonies, du Royaume-Uni, des Pays-Bas et de l'Allemagne de s'installer au Canada.
La première synagogue canadienne, la Sherith Israel Congregation, est fondée à Montréal en 1768.
Le 5 juin 1832, les Juifs du Canada obtiennent les mêmes droits que les autres sujets britanniques, incluant celui d'être élus au Parlement.
Le recensement de 1871 indique une population juive totale de 1 115 personnes au Canada, réparties notamment entre Montréal (409), Toronto (157) et Hamilton (131), le reste étant dispersé principalement le long du fleuve Saint-Laurent.
En 1901, de nouvelles communautés juives voient le jour à travers le pays, avec Montréal en tête (6 975), suivie de Toronto (3 103) et de Winnipeg (1 164). Entre 1901 et 1911, le Canada accueille 52 484 immigrés juifs.
À l'issue de la Première Guerre mondiale, en 1919, le Congrès juif canadien est fondé afin de soutenir les Juifs d'Europe de l'Est. Durant ses premières années, il crée la Jewish Immigrant Aid Society (JIAS), dédiée à l'accueil des nouveaux arrivants. Le Congrès, inactif durant les années 1920, reprend ses activités avec l'accession des nazis au pouvoir. Dans les années 1930, il lutte contre la propagande nazie, collecte des fonds pour l'American Jewish Joint Distribution Committee et plaide pour l'accueil de réfugiés juifs en provenance d'Europe.
Malgré ces efforts, les politiques canadiennes demeurent restrictives : entre 1921 et 1931, seulement 15 800 Juifs sont autorisés à immigrer au Canada. Cette période est marquée par une montée de la xénophobie et de l'antisémitisme, accentuée par la Grande Dépression. Plusieurs publications francophones expriment une opposition à l'accueil des réfugiés juifs. Le premier ministre William Lyon Mackenzie King se montre sensible à leur sort, mais cède aux pressions politiques et sociales.
En 1939, le Canada n'admet que 8 000 réfugiés juifs, soit environ 1 % des 811 000 personnes ayant fui le régime nazi. Cette politique fut résumée par l'expression tristement célèbre « *None is too many* ».

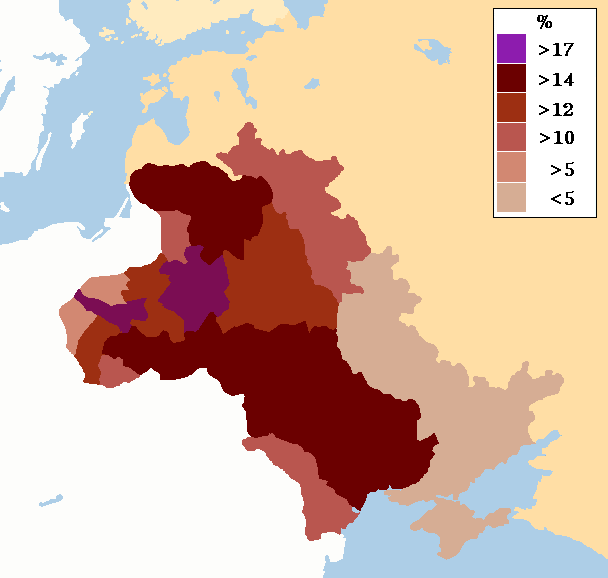
Carte de la zone de résidence dans l'Empire russe.

### À Rouyn-Noranda

#### Arrivée des Juifs
Le premier Juif connu à s'être établi à Rouyn-Noranda est Louis Scott, installé près du lac Osisko. Cependant, M. et Mme D. Caplan sont les premiers mentionnés publiquement lors de l'inauguration de la seconde synagogue en 1949.
La première synagogue en bois de Rouyn-Noranda fut la première érigée au Québec hors de Montréal. L'entre-deux-guerres voit une arrivée importante d'immigrants, attirés par le développement du secteur minier en Abitibi-Témiscamingue. Les communautés juives s'installent aux côtés de groupes venant notamment de Pologne, de Finlande, de Russie, d'Italie, de Yougoslavie, de France, d'Allemagne et d'Ukraine.
Les premières familles juives arrivent vers 1924–1925, en même temps que l'ouverture des mines et la construction du chemin de fer. Beaucoup viennent de l'Ontario et de l'Ouest canadien, en quête de nouvelles opportunités économiques.

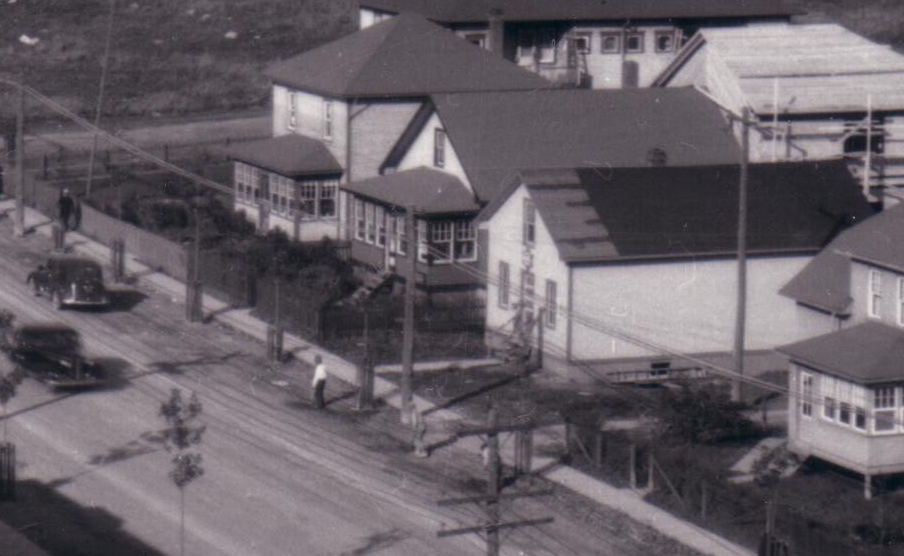
Première synagogue en bois en 1936 avec l'étoile de David au-dessus de la porte d'entrée.

#### Des années 1930 aux années 1970
Dès leur arrivée, les membres de la communauté juive s'investissent dans le commerce de détail, les merceries, l'immobilier, les salles de cinéma, la photographie et les pharmacies. Originaires pour la plupart d'Europe de l'Est et de la zone de résidence de la Russie impériale, ils contribuent activement au développement économique local.
L'arrivée du rabbin Katz au début des années 1930 structure davantage la vie communautaire. Il assure l'enseignement religieux et la direction des cultes.
Le 23 décembre 1932, la Noranda Mines Limited cède un terrain à The Hebrew Congregation of Rouyn-Noranda pour la somme de 95 $, après avoir acquis la propriété pour 1 $ auprès de la Horne Copper Corporation. Le 19 avril 1950, un bail emphytéotique de 99 ans est signé pour un montant de 325 $ et un loyer symbolique de 1 $ par an. Ce terrain accueillera d'abord une synagogue en bois, puis un édifice de brique et stuc, reconstruit en 1949 au même emplacement.

##### L'affaire Jean Tissot
Dans les années 1930, un officier de police d'origine belge, Jean Tissot, devient une figure centrale de la propagande antisémite à Ottawa, bénéficiant de l'appui de la presse locale et de certains notables. Pendant trois années, il mène une campagne antisémite particulièrement virulente en Outaouais. Toutefois, malgré la méfiance généralisée envers les populations juives, la majorité des francophones au Canada refusent d'adhérer aux idées radicales de Tissot. En conséquence, il est contraint de démissionner de ses fonctions.
À la veille de la Seconde Guerre mondiale, alors qu'il est sans emploi, Jean Tissot obtient un poste de chef de police dans la ville de Rouyn. Il est embauché le 21 juillet 1937. L'Ordre de Jacques-Cartier, également connu sous le nom de « la Patente », est une société secrète dont l'objectif est de contrer l'influence des loges maçonniques et des orangistes, tout en constituant un rempart contre l'assimilation des minorités franco-canadiennes par l'infiltration des associations. Dès l'arrivée de Tissot à Rouyn, les effectifs de l'Ordre doublent. Le journal de cette société secrète, l'« Émerillon », publie à cette époque la citation suivante : « L'aide financière à l'Achat Chez Nous (section Rouyn) la campagne contre l'immigration judéo-polonaise semble avoir été effective puisque tout mouvement en sa faveur a cessé en fait. »
Jean Tissot manifeste l'intention de s'engager en politique afin de défendre ses idées, mais les élus locaux le lui interdisent en raison de son passé controversé. Il demeure toutefois considéré comme l'homme de la situation pour combattre l'idéologie communiste dans une ville caractérisée par une forte présence d'étrangers (surnommés « fros », pour foreigners) marginalisés et faiblement rémunérés, où les syndicats ont une tendance communiste marquée.
La nomination de Tissot inquiète rapidement le Congrès juif canadien, mais l'avocat juif M. Gamaise tente de rassurer le secrétaire général, Saul Hayes, en lui indiquant que toute montée d'un nationalisme français ouvertement antisémite risquerait d'induire des représailles et un climat de haine à l'égard de la petite communauté juive locale. Certains observateurs de l'époque estiment que le Congrès juif canadien aurait exagéré l'ampleur des menaces pesant sur la communauté juive de Rouyn, laquelle évoluait au sein d'une population majoritairement indifférente aux discours d'exclusion raciale véhiculés par certaines organisations radicales.
Par la suite, Jean Tissot adopte un profil plus discret ; son nom cesse d'apparaître dans les journaux tels que Le Combat national et Le Fasciste canadien, ce dernier étant publié par Adrien Arcand. L'historien Raymond Ouimet commente : « elle dit tout de même à quel point l'enracinement de la haine, même en cette époque très trouble, se fait dans un terreau populaire qui n'est jamais très profond. » Tissot poursuit pendant un certain temps ses actions contre les communistes et maintient ses idées antisémites. Il est toutefois à nouveau congédié, officiellement pour avoir fait de la politique. Les circonstances exactes de son renvoi restent toutefois obscures.
Dans les décennies suivantes, notamment durant les années 1940 et 1950, le profil de l'immigration à Rouyn évolue. Les nouveaux arrivants viennent désormais directement d'Europe, souvent par train en provenance de l'Est. En 1931, les Polonais, toutes confessions religieuses confondues, constituent la principale communauté étrangère de la ville, avec 224 personnes représentant 4,1 % de la population totale. En 1941, cette population atteint 293 personnes, soit 2,2 % de la population. En proportion, seule la ville de Montréal possède une population immigrante et multiethnique plus importante au Québec.
| Ville         | Origine ethnique  | 1931   | 1941   | 1961    | 1972      |
| ------------- | ----------------- | ------ | ------ | ------- | --------- |
| Noranda       | Allophones        | 49,7 % | 22 %   | 16 %    | 6,8 %     |
| Rouyn         | Allophones        | 28,6 % | 20 %   | 6,3 %   | 4,8 %     |
| Rouyn-Noranda | Population totale | 5 471  | 13 384 | 30 193  | 28 562(*) |
| Rouyn-Noranda | Francophones      | 42,9 % | 61,3 % | 79,23 % | 85,9 %    |

(*) 1971

### Vie religieuse et communautaire juive dans les années 1940
Dans les années 1940, la communauté juive de Rouyn-Noranda se divise principalement en trois courants religieux : le judaïsme orthodoxe, le judaïsme Massorti ou Masorti, également désigné sous le nom de judaïsme conservateur, ainsi que le judaïsme réformé. Ces courants coexistent au sein d'une communauté ne comptant qu'une quarantaine de familles.
Les membres de cette communauté s'impliquent activement dans diverses associations telles que le Hadassah (The Women's Zionist Organization of America) et B'nai Brith, également connu sous le nom hébreu de « les fils de l'engagement ». Le sous-sol du lieu communautaire sert alors à des activités culturelles, à la tenue de réunions et à la célébration de cérémonies de mariage.

### Intégration linguistique et marginalisation des allophones
La majorité des autres immigrants de la région, souvent non francophones, travaillent sous la direction d'anglophones à la fonderie Horne. Ne maîtrisant pas l'anglais à leur arrivée, ils l'apprennent graduellement au fil des décennies. Toutefois, l'arrivée massive de francophones venus du reste du Québec et l'adoption de la Charte de la langue française en 1977 contribuent à marginaliser davantage ces allophones. Face à ce contexte sociolinguistique changeant, un grand nombre d'entre eux choisissent de quitter la région pour s'établir dans d'autres provinces canadiennes, notamment en Ontario, et plus particulièrement à Toronto.

### Cimetière juif
Il n'existe aucun cimetière juif à Noranda. Le cimetière juif le plus proche se situe au sud de Kirkland Lake, dans la localité de Krugerdorf. Selon B. Scheaffer, « Toutes les communautés étaient en sorte liées les unes avec les autres. OK? Et je devine qu'en même temps qu'il fut décidé... pour maintenir le cimetière juif, ils avaient besoin de l'appui des diverses communautés (sous-entendu juives). ».
La plupart des membres de la communauté juive du Nord de l'Ontario sont ainsi inhumés au cimetière de Krugerdorf, situé près de Englehart. Conformément aux préceptes du judaïsme, qui interdit l'incinération, l'aménagement du cimetière respecte les règles traditionnelles de la halakha ainsi que les coutumes (minhaggim) propres à chaque communauté.
Aucune tombe juive n'a été recensée dans le cimetière de Noranda, bien que l'on y retrouve des sections consacrées aux sépultures orthodoxes, catholiques et chinoises. Il existe cependant un cimetière protestant distinct, situé à proximité de l'aéroport de Rouyn-Noranda.
À titre d'exemple, Isaac Rice, pionnier d'origine russe, fut inhumé à New York le 24 août 1950, à l'âge de 70 ans. Son corps fut transporté par corbillard jusqu'à la frontière américaine, puis acheminé par train jusqu'à sa destination finale à New York.

#### Départ des juifs
Dans les années 1970, plusieurs facteurs expliquent le départ de la communauté vers d'autres régions d'expression anglaise au Canada.
- Entre les années 1960 et 1970, un ralentissement de l'activité minière réduit la main-d'œuvre de moitié, et la situation démographique ultra minoritaire des allophones sera aussi à l'origine du départ des familles anglophones dont les familles juives. Il y a par conséquent moins de services et de loisirs en anglais.
- Les élèves anglophones sont de moins en moins nombreux, et pour la plupart, ils doivent poursuivre leurs études en Ontario (North Bay, Sudbury entre autres) ou aux États-Unis car rien n'est offert dans le cursus scolaire anglophone de Rouyn. Leurs études finies, ils ne reviendront pas et les parents par la suite, rendus à la retraite, suivront leurs enfants et finiront par quitter la ville.

Par exemple, Henry Korman a commencé ses études au Noranda High School puis a été à l'université McGill de Montréal afin d'obtenir un diplôme en chirurgie. Il passa deux ans au Jewish General Hospital, eut une bourse de 1 000$ pour étudier à l'université Harvard à Cambridge (Massachusetts) et resta par la suite aux États-Unis. Autre exemple, Sylvia Scott ira, elle aussi, aux États-Unis, au Roosevelt School of Stamford (Connecticut).
- La montée du mouvement souverainiste au Québec et les règlements sur la langue française ont incité la population juive qui ne parlait majoritairement qu'anglais à partir. Après que le Parti québécois gagne les élections provinciales de 1976, de 20 000 à 30 000 juifs, et en particulier de jeunes adultes, vont quitter la province de Québec. Rouyn-Noranda ne fut pas épargnée par cet « exode ».

Le mouvement séparatiste était vu comme une menace pour la communauté juive canadienne, car dans un Québec indépendant économiquement et géographiquement, selon leurs perceptions, cela aurait déraciné les 100 000 juifs de Montréal, divisé puis affaibli la communauté nationale. En raison de cet exode massif, Toronto prit la position de Montréal comme centre des activités juives canadiennes. Après que le Parti libéral eut regagné le pouvoir au Québec en 1985, et à la suite d'une récession économique dans tout le pays, l'exode vers le reste du Canada diminua, et la population juive du Québec se stabilisa.
Il ne restait que 2 familles juives en 1982 à Rouyn-Noranda et la Synagogue n'ayant plus assez d'adeptes, avait déjà perdu sa vocation de lieu de culte juif dès 1972. C'est à partir de 10 hommes (Minyane) qu'une communauté peut se constituer dans le but nécessaire à la récitation des prières. La bâtisse servit ensuite de club social pour le club des Lions avant de devenir un immeuble à logements en 1979. Il ne reste que la façade comme souvenir de la présence patrimoniale juive en ville.
La synagogue possédait un sanctuaire ou un grand hall de prière, dans lequel étaient contenus les livres de la Torah.

## Recherches historiques

### Témoignages

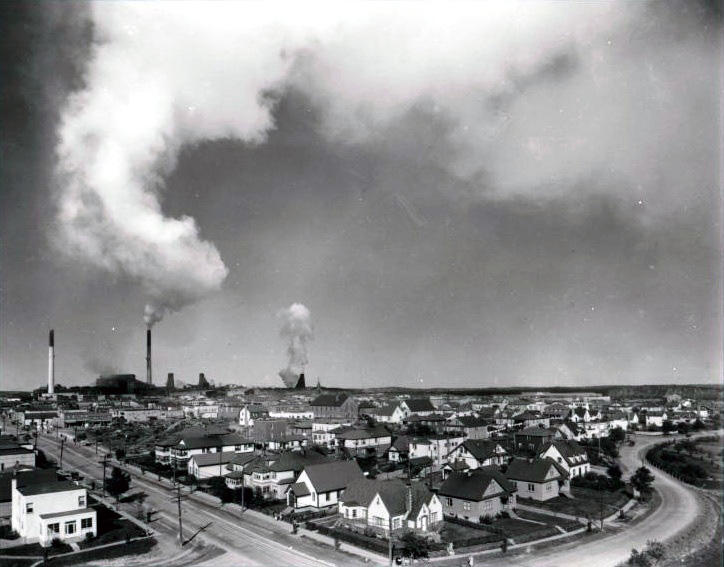
Ville de Noranda avec la fonderie Horne en 1942.

- Ce texte[21] date de 1940 et présenté dans sa version intégrale:

«Ayant été associés avec le progrès continuel de Rouyn et Noranda depuis le commencement, les hommes et les femmes juives ont joué un rôle assez important dans l'évolution du statut dont jouissent les villes sœurs comme centre florissant et prospère du Nord-Ouest de Québec.

Bien qu'il y ait eu quelque voyageur juif qui vint ici, dès les premiers jours, le premier à s'établir dans l'automne de 1924 et à guider avec les autres pionniers la période formative du district fut Louis Scott. S'occupant d'abord d'immeubles et de contrats de chemins, il entra plus tard en association avec Archie McDougall, devint le premier marchant à se spécialiser dans le commerce du bois. Il est maintenant le populaire propriétaire de la Pharmacie Noranda. Il fut suivi en 1925-1926 par quatre ou cinq autres qui décidèrent de s'établir à Rouyn, car Noranda à cette époque n'avait pas encore été fondée. Ce furent en grande partie des marchands qui contribuèrent à la construction de Rouyn, particulièrement David Caplan et Isaac Rice, ce dernier ayant dans le cours du temps érigé deux grosses bâtisse sur la rue Principale.

À la fin de 1927, il y avait environ une douzaine de familles juives dans les deux villes. Parmi les premiers à s'établir à Noranda, mentionnons feu Bernard Bregman, Jos. Korman et Jos. Mednick. B. Bregman s'établit plus tard à Val d'Or et Jos. Korman et Jos. Mednick tous deux marchands prospères, s'identifièrent de bonne heure avec le développement de la ville, le premier par une construction extensive dans le district résidentiel.

En 1932, lorsqu'il n'y avait encore qu'une vingtaine de familles, une synagogue fut construite à Noranda sur la 9e Avenue, où elle est encore, qui fut destinée à servir la communauté juive des deux villes. En 1930, la congrégation s'était considérée assez forte pour engager un conseiller spirituel, la rabbin M. Katz, qui continue à donner ses bons services religieux. Le capital juif a montré un grand intérêt dans Nord-Ouest de Québec et beaucoup d'argent a été investi dans les mines et autres industries du district de Rouyn-Noranda. Une marque de confiance magnifique a été donnée à Sam Bucovetsky Ltd. en ouvrant un magasin à rayons dans les deux villes et par David Korman de Englehart (Ont), qui érigea l'imposant théâtre Le Capitol.

Aujourd'hui il y a quarante familles juives dans les deux villes. Les différents champs d'action sur lesquels s'est identifiée la communauté juive sont les suivantes : habillement, bijouterie, meubles, théâtre, électricité, fruits, légumes, viande, épicerie, laiterie, pharmacie et teinturerie, donnant ainsi de l'emploi à des centaines de personnes. Parmi les professionnels il y a des médecins, des avocats, des dentistes et des ingénieurs.

Par son ardent intérêt et son généreux support à tous les mouvements locaux progressifs et par sa volonté de s'allier constamment à tous les mouvements ayant pour but l'amélioration et l'accroissement des deux villes, la communauté juive est devenue une partie respectée et intégrale de la population de Rouyn et Noranda et sur laquelle on peut compter pour contribuer sa quote-part entière dans la destinée future des deux villes.»
- Ce témoignage[22] de M. Eddy Rice au début des années 1980, fils d'un pionnier est présenté dans une version partielle du chapitre Gens de synagogue:

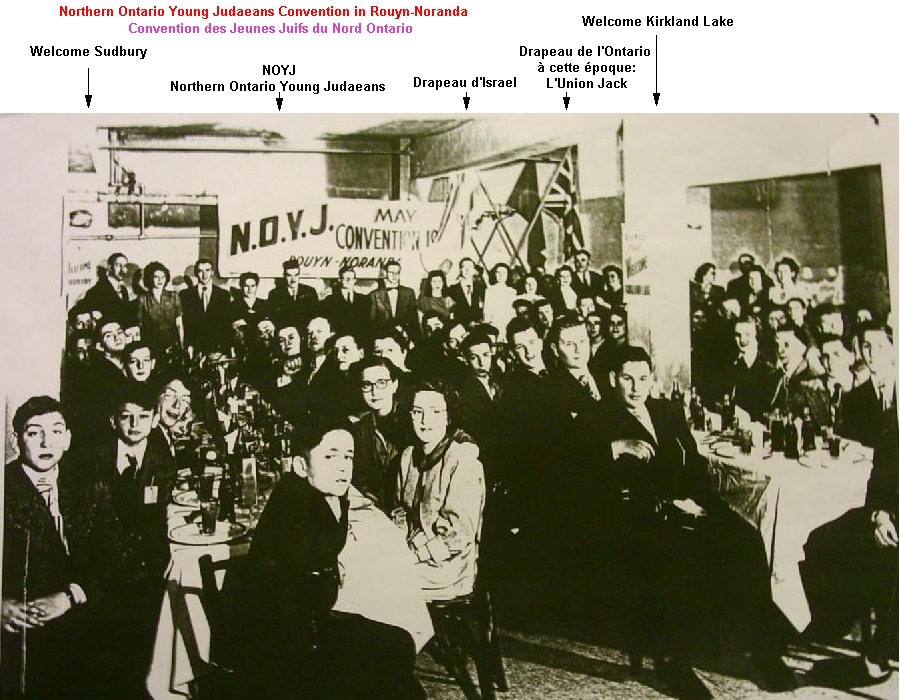
Northern Ontario Young Judaeans Convention à Rouyn-Noranda dans les années 1950 au sous-sol de la synagogue.

«En 1910-1911, mon père est parti de la Roumanie afin de faire une vie plus libre au Canada. Arrivé à Toronto, il a commencé à travailler pour les chemins de fer, sur le Transcontinental qui allait traverser le Canada en passant par le nord de l'Abitibi, au Québec, puis il est allé demeurer à Englehart en Ontario. Laissant son travail au chemin de fer, il demeura dans une petite ferme et par la suite partit un commerce, et quand le chemin de fer atteignit Cochrane, il déménagea à cet endroit et tint le même commerce.

.... Quand Rouyn-Noranda s'est ouvert, mon père est venu y travailler. Le smelter (fonderie) n'était pas encore construit; c'était en 1925. Je suis arrivé avec la famille en 1926. Le travail était dur et mon père ambitieux; il travaillait très fort, comme tous les immigrants qui étaient venus ici améliorer leur situation. Mon père a ouvert un commerce à l'endroit qui a porté par la suite le nom de Nickel Ranch, puis Frontenac. C'était un magasin général où on trouvait toutes sortes de choses. Ensuite sur la rue Principale, il a construit un magasin à deux étages, encore pour y vendre les mêmes choses. Lorsque je suis arrivé par ici, j'avais 18 ans; j'avais fait mes études à Toronto. Pour me rendre à Rouyn-Noranda, j'avais pris le train jusqu'à New-Liskeard puis les chemins d'eau qui atterrissaient au lac Rouyn. ... ce magasin a encore brûlé en 1935 ....

Nous étions alors 45 familles juives et, tous les mois, chacun donnait de l'argent pour la construction de la synagogue, suivant ses moyens. La première était en bois ; elle a été vendue et nous en avons construit une nouvelle en 1949. M. Korman en était le président… le sous-sol était aménagé pour les rencontres sociales, et le premier étage était réservé au culte, avec une classe pour les enfants. En haut, il y avait une galerie intérieure où on pouvait circuler.

Le rabbin Katz demeurait par ici, et les enfants allaient tous les jours à la synagogue pour y recevoir son enseignement. Nous avions des professeurs pour notre instruction, mais le rabbin voyait à l'enseignement de la religion et des cérémonies du culte. Il y avait trois sections religieuses: La conservatrice, l'orthodoxe et la réformiste.

Les enfants ont grandi et sont partis pour l'université, puis ont quitté Rouyn-Noranda. La communauté a commencé à diminuer ; elle ne pouvait plus financer la synagogue, entretenir les lieux du culte... Nous ne sommes plus que deux familles. Le club Lion a acheté la synagogue, puis la vendue ; elle est devenue un immeuble à logements (18, 9e rue).

À l'occasion nous allons à Toronto, Montréal ou Sudbury pour nos réunions. Nos trois enfants sont partis loin. J'ai quelquefois pensé à déménager mais, vous savez, après avoir vécu plus de soixante ans ici... J'ai joué dans les premiers clubs de hockey sur glace, à Rouyn .... Nous allions jouer avec la Ligue de la Mine Noranda et aussi deux autres équipes de Rouyn… Le baseball a été aussi un sport des premiers temps… Je jouais au 3e but.»

### Rouyn-Noranda Press
Le Rouyn-Noranda Press est fondé en 1933 et sera suivi du journal de La Frontière en 1937. Ce bi-hebdomadaire qui desservait la communauté anglophone va dominer la presse écrite pour les décennies, de sa fondation aux années 1960. Il fermera ses portes en 1969. Les extraits de microfiches ci-dessous sont retranscrits dans leurs versions originales ou partielles (en Anglais). 

- The 30th of March, 1950: Local Jewish Community Will Observe Passover Next Week.

« ... Special services will be held at the Noranda Synagogue this Saturday and Sunday and also the following Saturday and Sunday. This evening there will also be a service at the synagogue with M. J. Garmaise delivering a talk on the Meaning of Passover. M. N. Sharony is in charge of the Passover services. »
- The 12th of September, 1950: Jews Marking New Year 5711.

« Canadian Jewry celebrated its New Year of 5711 last night with the observance of Rosh Hashanah, a religious holiday which includes the first 10 days of the Jewish year. Today and tomorrow all local Jewish stores are closed and services are being held at the Kneseth Israel Synagogue Noranda with Cantor M. Nobleman of Toronto directing. Rosh Hashanah according to jewish belief is the ten-day period everyone is given to repent. The first day every man's destiny is written down in the books of god and the seal is attached to them on Yom Kippur, which comes in the eleventh day. An hour before the sunset preceding Yom Kippur, orthodox Jews partake of a fast meal which marks the end of solid and liquid consumption until the following night fall. That day is given to the synagogue and the Jews greet each other by may you have a good year. »
- The 24th of May, 1951: Louis Scott, Pionner Of 1924, Formed First Lumber Co. Here. Traduction partielle du 23e article d'une série spéciale sur les notables et pionniers de Rouyn.

« Quand Louis Scott arriva à Rouyn en décembre 1924, il y avait beaucoup de terrain pour la construction à vendre. Il se souvient que pour aller faire des affaires à Macamic, il fallait y aller en marchant. Chacun bûchait dans son lot pour se chauffer et Rouyn n'était qu'un champ de sapins, jack-pines, bouleaux et tamaracks (mélèze). - Je pris part à la construction d'un édifice et du premier mile de la route de Macamic. Ne sachant que faire, je récoltais les bouteilles vides sans valeur qui me rapportèrent beaucoup d'argent quand le chemin ferroviaire arriva, et que je perdit dans un mauvais investissement.- Il édifia un immeuble en association avec Mr. Rice sur la rue Perrault qui devint l'hôte du théâtre The Regal. Il créa la première compagnie de bois et de matériaux avec Mr. McDougal, prospecta aussi sans grand succès à Duparquet, Desserat et Destor avant de prendre sa retraite. »

### Personnes de la communauté
Familles répertoriées:
Sam Bucovetsky - Propriétaire d'une chaîne de magasins à Timmins, Rouyn-Noranda, Kapuskasing, Cobalt, South Porcupine et Schumacher nommé Sam Bucovetsky Limited. Il habite à Timmins. Deux boutiques en ville: Family Outfitters sur Murdock Avenue, Noranda et Retail Dept Store 103-107 Main Avenue, Rouyn.
Pat Chomiak.
La famille Garmaise : 
- Max J. Garmaise (1908-1994) - Avocat, admis au barreau en 1934, il arrive en 1936 de Montréal où il pratiquait de droit avec A. M. Kein depuis deux ans. Cette collaboration continuera à Rouyn jusqu'à l'automne 1938. Il fut président du Lions Clubs et du Poppy fund et chairman of The red shield campaign (Parallèle avec la Croix-Rouge. Il est nommé Conseil en loi de la Reine en 1961, bâtonnier du barreau de l'Abitibi en 1961-1962, premier juge à la Cour du Bien-être social, il occupe ce poste de 1965 à 1978. Sa femme Mona.

Mr.Ginsberg - Marchant d'animaux vivants pour faire de la viande Kasher.
La famille Ironstone:
- Docteur R. - Chirurgien dentiste.
- Norman - Vivian Field.

La famille Isenberg:
- Gilbert - Albert - Irving.

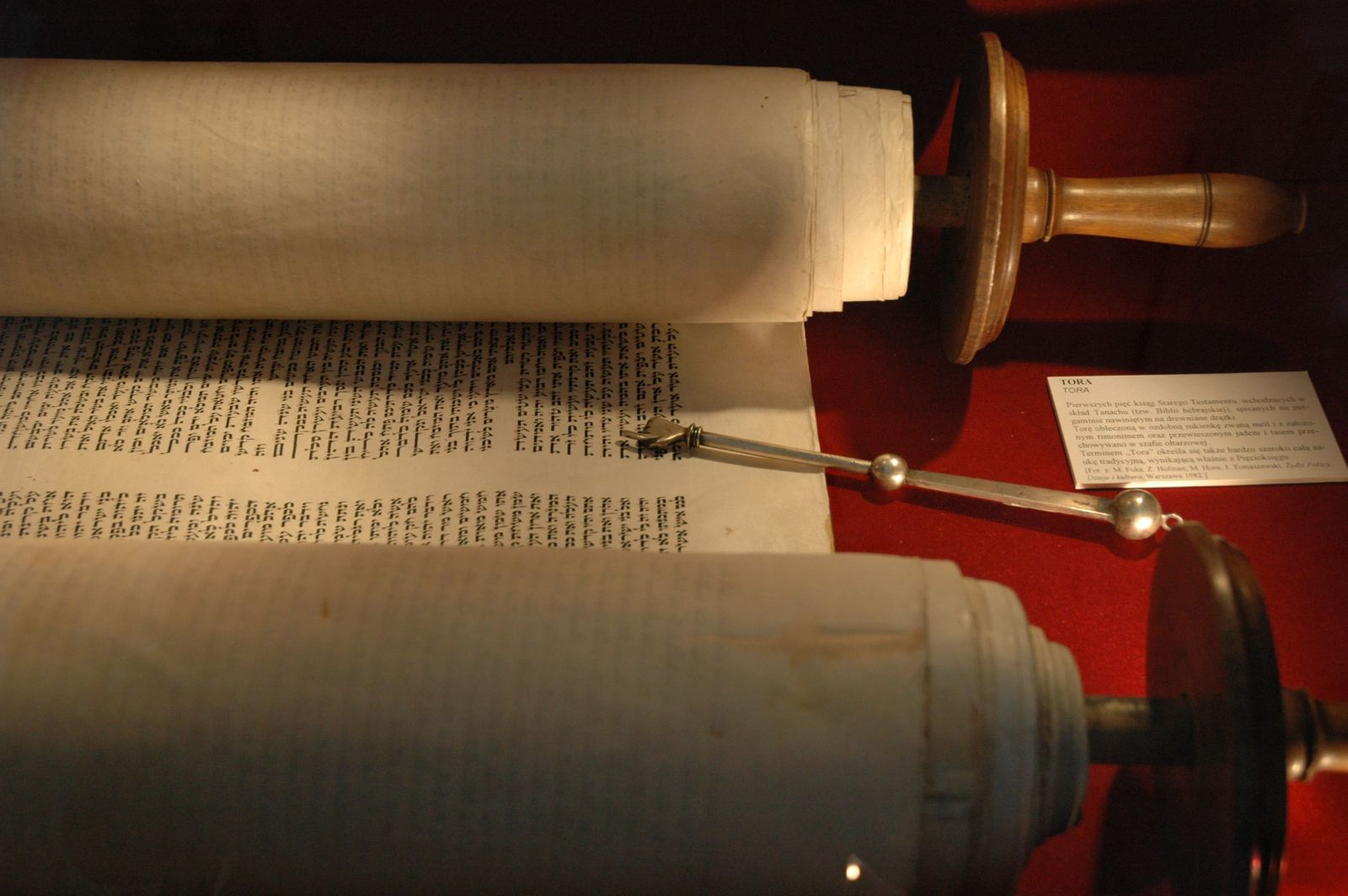
Un Sefer Torah et une yad.

Isaac Katz - Rabbin, sa femme possédait une mercerie (lingerie) sur la rue Perrault.
Abraham Moses Klein, poète et écrivain qui grandit dans le quartier ouvrier des immigrants juifs de Montréal, vint en pleine dépression s'installer à Rouyn en 1937. Il ouvrit un bureau d'avocat avec M. Garmaise en pensant faire fortune dans une ville en pleine expansion et où de nombreux capitaux de Toronto et de New York s'y investissaient. Mais son expérience échoua et il repartit avec sa femme Bessie Kozlov en 1938, cette dernière trouvant que l'Abitibi était « aussi loin que la Russie ».
La famille Korman:
- Joseph - Pionnier.
- Mickael - Propriétaire d'une mercerie sur la Rue Principale.
- Sam - Propriétaire de 3 cinémas dont le Paramount, l'Alexandra et le Capitol.
- Henry - Parti jeune pour être Chirurgien aux États-Unis.
- Jerry - Kathy - Chaim - Esther Verred - Charles Isaac - Harry -Doreen - Jack/Jean - Saul - Willie.

Faye Kravetz - Possédait un dépanneur sur la 3e Avenue (Rue Carter) à Noranda.
Ben Zifkin - Photographe sur la 8e Rue.
Promoteur minier dès l'âge de 16 ans et Roumain, M. Malanovichi, dont la famille fut décimée dans les camps de concentration, investi une partie de sa fortune dans les mines. Après s'être lié d'amitié avec Paul d'Aragon (polytechnicien et ancien maire de Bourlamaque), il changea d'avis sur le bateau qui l'emmenait vers le Brésil et décida de venir en Abitibi.
La famille Mednick:
- Sam - Possédait une épicerie sur la 8ème Rue sa femme Zelda, leur fils Eddie.
- Joe - Marchant d'équipements de mine et entrepôt sur le chemin de Val d'Or et sa femme Rae, leurs enfants Stanley et Hinda.
- Jas - Eddy - Rosalie Nepom - Sol.

Judith Miller -
La famille Rice dont l'édifice Rice, attenant au bloc Miron sur la rue Principale porte son nom.
- Isaac - (1880-1950) Pionnier, marchant et propriétaire du I.Rice General Merchants dans l'édifice de l'Hotel Nickel Range.
- Murray - Exerçait dans l'immobilier.
- Sammy - Location de logements et de commerce sur la Rue Principale, sa femme possédait une bijouterie
- Eddie ou Eddy -

Mr. et Mrs. Faye Goldfarb Sandberg - Mercerie pour hommes. Marsha Feldman.
La famille Scott:
- Louis - Pionnier, propriétaire d'édifices et d'une compagnie de bois. Marchant et possédait une caféteria-restaurant sur la 8e Rue. Sa femme, Morna Cohen venait Cobalt, Ontario et leurs deux filles Sylvia (Parti jeune faire ses études au Connecticut) et Sally Eli Fagen.

Bessie Sherma - Marchande de la boutique de vêtements Betty's Style Shoppe.
Mrs Rose Lecht Stone Propriétaire d'un magasin de photo Studio Star sur la Rue Principale, le studio fut vendu a Joseph Herman Bolduc en 1955 (photographe reconnu qui a fait de nombreux clichés de la ville).
La famille Wiesenthal:
- Nathan - Julian, Marvin, Florence & Norman

## Autres communautés israélites proches

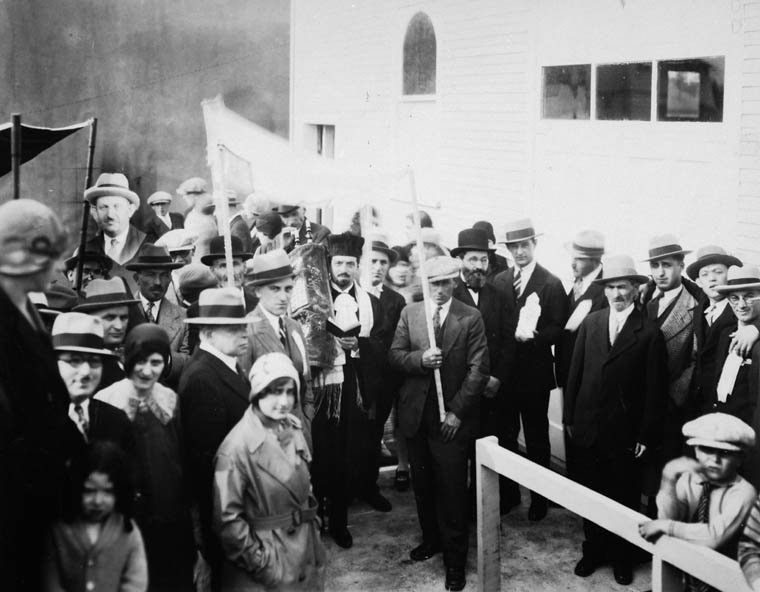
Dédicace de la nouvelle synagogue à Kirkland Lake.

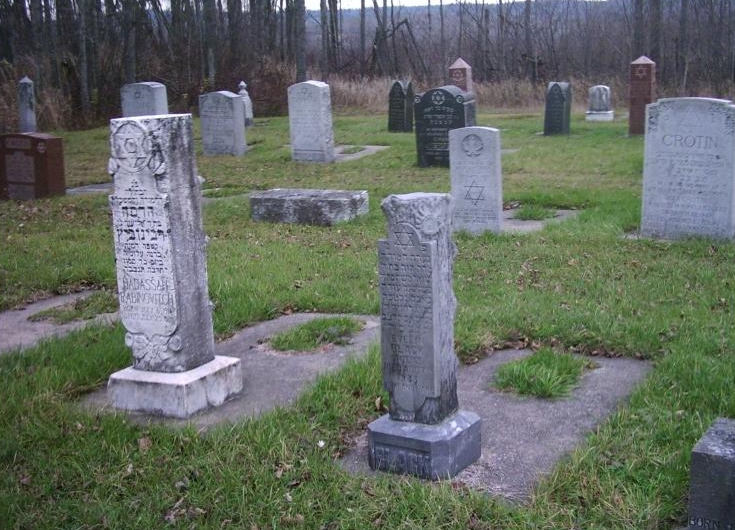
Cimetière de Krugerdorf avec une Northern Ontario Chevra Kadisha - Established 1905.

Kirkland Lake, situé à 82 km à l'ouest de Rouyn-Noranda, s'est développé aussi autour d'un camp d'extraction d'or dans une petite communauté prospère. En 20 ans la population de la ville passa de mille habitants avant d'atteindre un zénith avec 24 000 personnes en 1939 (8 200 en 2006). 

Au cours de la même période, la population de la communauté juive s'est développée sensiblement. Une cérémonie de bénédiction pour l'ouverture de la nouvelle synagogue pare Rabbin Joseph Rabin portant la Torah le 1er septembre 1929. Selon M. Kaplan et Mme Brown, la communauté juive comptait approximativement 125 familles à la veille de la Deuxième Guerre mondiale. Sans compter les commerçants et d'autres entrepreneurs, la communauté juive a inclus un certain nombre de professionnels comprenant des avocats, des médecins, et des dentistes.

Une Kirkland Lake lodge (No. 1223) of B'nai Brith a été fondée, ainsi qu'une école hébraïque et l'Adath Israel Synagogue fut construite en 1927 (Adath ou עדת signifie groupe ethnique). Quand la synagogue a fermé ses portes en 1980, la petite-fille de Hyman Kaplan, Beverly Scheaffer, qui habitait à Toronto, a offert de prendre la structure en échange d'une grande donation au cimetière hébreu à Krugerdorf, localisé à 26 km au sud de Kirkland Lake, juste au nord d'Englehart où une petite communauté juive y était présente ainsi qu'à Timmins.

Au cimetière, seulement deux noms de familles de Rouyn-Noranda ont été trouvés : Scott et Korman mais il s'agit peut-être de parenté proche, car les prénoms sont différents.